# Edward Żółtowski
Edward Żółtowski herbu Ogończyk (ur. 18 marca 1775 w Mochowie pod Sierpcem, zm. 30 stycznia 1842 w Warszawie) – generał polski i francuski.

## Życiorys

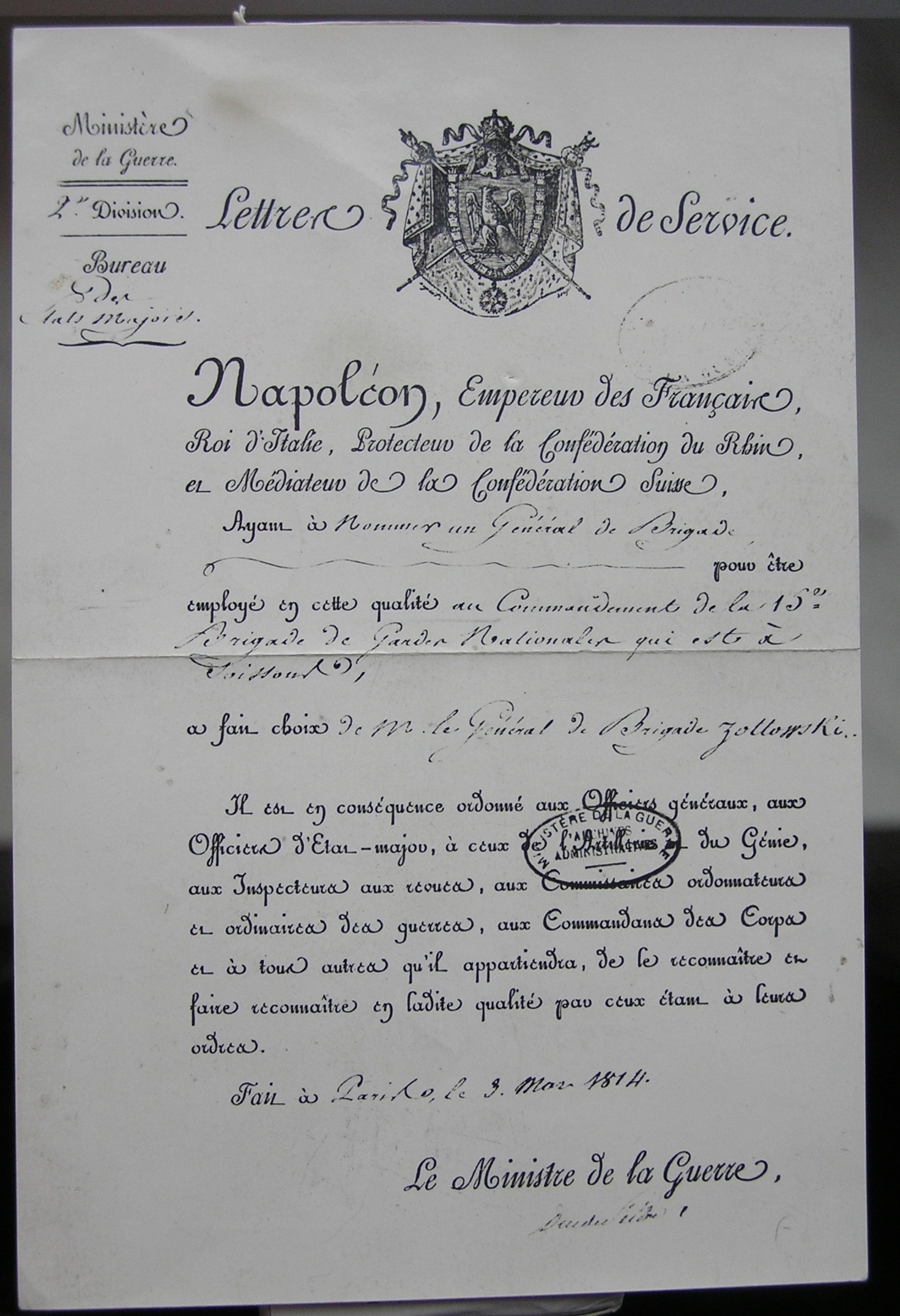
nominacja na generała brygady Drugiej dywizji Armii Francuskiej (napoleońskiej) z 3 marca 1814 roku, wystawiona przez Ministerstwo Wojny

W 1792 wstąpił do artylerii I Rzeczypospolitej. Wziął udział w powstaniu kościuszkowskim. Od maja 1797 walczył w Legionach Polskich we Włoszech w stopniu porucznika artylerii pieszej. Awansowany na kapitana 3 batalionu piechoty. W szeregach legionów uczestniczył w kolejnych kampaniach 1797, 1798, 1799, 1800. Był kapitanem 1 regimentu piechoty polskiej.
W 1806 wraz z Wielką Armią przybył do kraju, mianowany został majorem w 3 pułku piechoty (wówczas 11 pułk piechoty), wraz z którym bił się pod Nidzicą i Dobrym Miastem. 2 marca 1807 mianowany dowódcą pułku w stopniu pułkownika.
W czasie wojny polsko-austriackiej poprowadził 3 pułk piechoty w bitwie pod Raszynem, prawdopodobnie wziął też udział w szturmie Sandomierza, której to twierdzy później bronił. Dowodząc dwoma lekkimi kompaniami 3 pułku uczestniczył w szturmie Zamościa.
11 grudnia 1811 awansowany do stopnia generała brygady. 3 marca 1812 objął dowództwo 1 brygady w 17 Dywizji gen. Jana Henryka Dąbrowskiego. Przeszedł cały szlak bojowy tej formacji w kampanii 1812.
Powrócił do Księstwa z misją objęcia dowództwa brygady w dywizji Izydora Krasińskiego w Kaliszu. W obliczu choroby generała dowodził całością tej formacji (ok. 7.000 ludzi) od 12 lutego 1813.
Ze swoim zgrupowaniem przebił się do Lipska, gdzie 4 marca 1813 oddał dowództwo Janowi Henrykowi Dąbrowskiemu. Na czele piechoty dywizyjnej (2 i 4 pułk piechoty) odbył całą kampanię niemiecką. Został ranny w bitwie pod Lipskiem. 23 października odznaczony Krzyżem Legii Honorowej.
3 marca 1814 mianowany generałem brygady armii francuskiej. 5 maja otrzymał dymisję.
Służył w armii Królestwa Polskiego, mianowany dowódcą 1 Brygady 2 Dywizji Piechoty. W 1826 awansowany do stopnia generała dywizji i mianowany komendantem Twierdzy Zamość. W czasie powstania listopadowego organizował oddziały powstańcze w Lubelskiem.
Był członkiem loży wolnomularskiej Wolność Odzyskana.
Żoną gen. Żółtowskiego była Kazimiera ze Skoraszewskich (ok. 1781–1829), córka Macieja i Rozalii z Otockich. Żółtowscy pobrali się w 1803 roku. Mieli córkę Magdalenę (Ninę) z Żółtowskich Łuszczewską.

## Odznaczenia
- Krzyż Kawalerski Orderu Virtuti Militari (1808)[4]
- Krzyż Kawalerski i Oficerski Orderu Legii Honorowej (oba w 1813)[4]
- Krzyż Kawalerski Orderu Obojga Sycylii (1814)[4]
- Order Świętego Stanisława II klasy (1819)[5]
- Znak Honorowy za 30 lat służby (1830)[6]
- Order Świętego Włodzimierza III klasy[7]

## Genealogia
Edward Żółtowski był dziadkiem XIX wiecznej pisarki Jadwigi Łuszczewskiej, znanej pod pseudonimem Deotyma.